# Kunimicu Takahaši
Kunimicu Takahaši (japonsko 高橋 国光), japonski dirkač, * 29. januar 1940, Tokio, † 16. marec 2022, Japonska.
Takahaši je pokojni japonski dirkač Formule 1 in motociklističnega prvenstva. V svoji motociklistični karieri je med sezonama 1960 in 1964 nastopil na šestintridesetih dirkah svetovnega motociklističnega prvenstva  ter dosegel štiri zmage in štirinajst uvrstitev na stopničke. V Formuli 1 je nastopil le na domači dirki za Veliki nagradi Japonske v sezoni 1977, ko je zasedel deveto mesto z več kot dvema krogoma zaostanka za zmagovalcem.

## Popoln pregled rezultatov Formule 1
(legenda) (odebeljene dirke pomenijo najboljši štartni položaj, poševne pa najhitrejši krog, †-uvrščen kljub odstopu)
| Leto | Moštvo               | Šasija      | Motor       | 1   | 2   | 3   | 4    | 5   | 6   | 7   | 8   | 9   | 10 | 11  | 12  | 13  | 14  | 15  | 16  | 17    | Prv | Toč |
| ---- | -------------------- | ----------- | ----------- | --- | --- | --- | ---- | --- | --- | --- | --- | --- | -- | --- | --- | --- | --- | --- | --- | ----- | --- | --- |
| 1977 | Meiritsu Racing Team | Tyrrell 007 | Cosworth V8 | ARG | BRA | JAR | ZZDA | ŠPA | MON | BEL | ŠVE | FRA | VB | NEM | AVT | NIZ | ITA | ZDA | KAN | JAP 9 | -   | 0   |